# Neolophonotus orientalis
Neolophonotus orientalis là một loài ruồi trong họ Asilidae. Neolophonotus orientalis được Ricardo miêu tả năm 1920. Loài này phân bố ở vùng nhiệt đới châu Phi.